# Christiane Hörbiger
 (novembre 2022).
Si vous disposez d'ouvrages ou d'articles de référence ou si vous connaissez des sites web de qualité traitant du thème abordé ici, merci de compléter l'article en donnant les références utiles à sa vérifiabilité et en les liant à la section « Notes et références ».
Pour les articles homonymes, voir Hörbiger.
Christiane Hörbiger, née le 13 octobre 1938 à Vienne et morte le 30 novembre 2022 dans la même ville, est une actrice autrichienne.

## Biographie
Christiane Hörbiger est une des trois filles du couple d'acteurs Attila Hörbiger (1896–1987) et Paula Wessely (1907–2000), et aussi une nièce de l'acteur Paul Hörbiger (1894–1981). Ses sœurs sont : Elisabeth Orth et Maresa Hörbiger. Christian Tramitz est son neveu au 2e degré, Mavie Hörbiger sa nièce au 2e degré.
Elle fréquente ainsi que ses deux sœurs, l'école des Sœurs du Pauvre Enfant Jésus à Vienne. À l'âge de 14 ans elle quitte cet établissement pour aller dans une école de commerce. Elle obtient un diplôme mais la pâtisserie où ses parents avaient postulé pour elle fait faillite entre-temps. C'est pourquoi ses parents ne peuvent plus s'opposer à son désir de devenir comédienne.
En 1955, elle fait ses débuts dans le film Der Major und die Stiere sous la direction d'Eduard von Borsody. Ensuite elle commence une formation d'art dramatique au Max-Reinhardt-Seminar à Vienne, mais l'interrompt seulement au bout de quelques semaines lorsqu'elle obtient un engagement pour jouer dans un film. Des enseignants privés, surtout Alma Seidler, complètent sa formation à la comédie, à la danse et au chant.
En 1959, elle fait ses débuts au théâtre en jouant le personnage de Recha dans la pièce Nathan der Weise de Lessing au Burgtheater, mais c'est un échec.
En 1960 et 1961, elle joue sur les scènes d'Heidelberg, de 1961 à 1966 à nouveau à Vienne au Burgtheater. Ses rôles sont, entre autres, Inken Peters dans Vor Sonnenuntergang de Hauptmann. Elle se produit en tournées à la Kammerspiele de Munich (elle y joue Luise dans Kabale und Liebe) ainsi que dans les festivals de Salzbourg : elle y joue en 1963 Lottchen dans Der Bauer als Millionär de Raimund, Antoinette Hechingen dans Der Schwierige d'Hofmannsthal.
De 1969 à 1972 elle joue dans Jedermann, en 1973 elle incarne Marie dans Was ihr wollt de Shakespeare, en 1976 Flora Baumscheer dans Der Talisman de Nestroy et en 1980 Genia Hofreiter dans Das weite Land de Schnitzler. De 1967 à 1985 elle est sous contrat avec le Schauspielhaus de Zurich.
Les principaux rôles qu'elle y joue sont : Elisabeth dans Maria Stuart de Schiller, Kate dans  Kiss me Kate de Spewack/Porter, Dorine dans Tartuffe de Molière, Arkadina dans   Die Möwe de Tchekhov, la vieille dans Die Stühle d'Eugène Ionesco, et Alice dans Totentanz d'August Strindberg.
À partir des années 1980, elle travaille encore davantage, puis exclusivement pour le cinéma et la télévision, dont beaucoup de séries (entre autres dans le doublage, comme pour The Twilight Zone, 1985). Le rôle de comtesse Die Rolle de Guldenburg dans la série télévisée Das Erbe der Guldenburgs la rend célèbre auprès d'un large public en Allemagne. Ce succès booste sa seconde carrière. D'autres séries et films suivent, so auch Schtonk!, qui obtient une nomination pour l'Oscar du meilleur film étranger. En relation avec son voyage pour la cérémonie des Oscars, elle joue dans son unique film américain For Parents Only.
En 2008 Christiane Hörbiger publie son autobiografie Ich bin der Weiße Clown.

### Famille
Christiane Hörbiger s'est marié deux fois.
Après un premier mariage en 1962 avec le réalisateur Wolfgang Glück, dont elle se sépare en 1967, elle épouse le journaliste suisse Rolf R. Bigler. De leur union naît en 1968 leur fils Sascha qu'elle élève seule après le décès de son mari. Sascha Bigler vit à Los Angeles et travaille comme réalisateur. 
Elle vit avec son compagnon Gerhard Tötschinger de 1984 jusqu'à la mort de celui-ci en 2016, tantôt à Vienne, à Baden près de Vienne, et à Zurich.

## Engagement social
Depuis 2003, Christiane Hörbiger est ambassadrice de l'UNICEF pour l'Autriche.
En 2010, elle s’engage auprès de la Stiftung Deutsche Krebshilfe (une association allemande de lutte contre le cancer)

## Filmographie
- 1955 : Der Major und die Stiere
- 1955 : La Patronne de la Couronne d'or (Die Wirtin zur Goldenen Krone)
- 1956 : Mayerling - le dernier amour du fils de Sissi (Kronprinz Rudolfs letzte Liebe)
- 1956 : Der Meineidbauer
- 1957 : Der Edelweißkönig
- 1958 : Immer die Radfahrer
- 1961 : Der Bauer als Millionär
- 1962 : Eine Nacht in Venedig
- 1964 : Der Verschwender
- 1964 : Katharina Knie – Ein Seiltänzerstück
- 1965–1966 : Donaugeschichten (série télévisée)
- 1967 : Tee und etwas Sympathie
- 1969 : Die Fee
- 1972 : Mensch ärgere dich nicht
- 1972 : Hauptsache Ferien (de)
- 1972 : Versuchung im Sommerwind
- 1973 : Eine egoistische Liebe
- 1976 : Der Talisman
- 1979 : Victoria
- 1982 : Ein Kleid von Dior
- 1984 : Donauwalzer
- 1986 : Le renard (série télévisée)
- 1987–1990 : Das Erbe der Guldenburgs (série télévisée)
- 1988–1997 : Inspecteur Derrick (série télévisée)[5]
  - 1988  Fliegender Vogel (L’oiseau volant)
  - 1993 Ein sehr trauriger Vorgang (Le cœur a ses raisons)
  - 1995 Derricks toter Freund (Le roi de cœur)
  - 1997 Verlorener Platz (Justice aveugle)
- 1990 : Le Renard (série télévisée)
- 1991 : Herr Ober!
- 1992 : Schtonk !
- 1993 : Der Magier
- 1993 : Probefahrt ins Paradies
- 1994 : Von Frau zu Frau: Die Sammlerin
- 1994 : Tafelspitz
- 1994 : Alles auf Anfang
- 1994 : Rex, chien flic – (série télévisée) (épisode L'Attentat)
- 1994 : Rosamunde Pilcher– Karussell des Lebens
- 1995 : Das Kapital (TV)
- 1995 : Zum Glück gibt's meine Frau
- 1995 : Ich begehre dich
- 1996 : Diebinnen
- 1996 : Alte Liebe – Neues Glück (Hofrat Geiger)
- 1997 : Weißblaue Geschichten (série télévisée)
- 1997 : Lamorte
- 1997 : Hunger – Sehnsucht nach Liebe
- 1997 : Ein Schutzengel auf Reisen
- 1998 : Busenfreunde 2
- 1998 : Letzte Chance für Harry
- 1998–2003 : Julia – Eine ungewöhnliche Frau (série télévisée)
- 1999 : Jimmy the Kid
- 2000 : Devenir belle-mère (Schwiegermutter) (TV)
- 2000 : Schimanski muss leiden
- 2001 : Klaras Hochzeit
- 2001 : Die Gottesanbeterin
- 2003 : Das verlorene Kind
- 2003 : Alpenglühen
- 2004 : Die Kühe sind los (Sprechrolle)
- 2004 : Utta Danella – Das Familiengeheimnis
- 2005 : Liebe versetzt Berge – Alpenglühen 2
- 2005 : Mathilde liebt
- 2005 : Neue Freunde, neues Glück
- 2005 : Hengstparade
- 2006 : Der Räuber Hotzenplotz
- 2006 : Die Frau im roten Kleid
- 2006 : Heute fängt mein Leben an
- 2006–2009 : Zwei Ärzte sind einer zu viel
- 2007 : Die Geschworene
- 2007 : Alma ermittelt – Tango und Tod
- 2007 : Niete zieht Hauptgewinn
- 2008 : Der Besuch der alten Dame
- 2009 : Annas zweite Chance
- 2010 : Luises Versprechen
- 2010 : Wie ein Licht in der Nacht
- 2011 : Dans le sillage du passé (Die lange Welle hinterm Kiel) (TV)
- 2011 : La Lumière des étoiles (Glücksbringer) (TV)
- 2011 : Das Glück ist ein Kaktus
- 2011 : Meine Schwester
- 2011 : Therese geht fremd
- 2012 : Oma wider Willen
- 2012 : La Petite Lady (Die kleine Lady) (TV)
- 2013 : Portrait d'un meurtrier (Schon wieder Henriette) (TV)
- 2013 : Stiller Abschied
- 2013 : Zurück ins Leben
- 2014 : Bis zum Ende der Welt
- 2015 : Auf der Straße
- 2016 : Die letzte Reise
- 2016 : Die Muse des Mörders
- 2017 : Tatort Staatsarchiv

## Prix et distinctions
- 1985 : Le prix du film bavarois (Bayerischer Filmpreis), meilleure actrice
- 1987 : La Caméra d’or (Goldene Kamera), meilleure actrice
- 1992 : Le Romy, actrice la plus populaire
- 1992 : Le Bambi[6]
- 1994 : Le prix du film allemand (Deutscher Filmpreis), meilleure performance[7]
- 1996 : Le Romy, actrice la plus populaire
- 1998 : La décoration autrichienne des sciences et des arts, classe I (Ehrenkreuz für Wissenschaft und Kunst I. Klasse), par le président fédéral autrichien Thomas Klestil
- 1999 : Le Romy, actrice la plus populaire
- 1999 : médaille d'or pour les services rendus à la province de Vienne (Goldenes Ehrenzeichen für Verdienste um das Land Wien)
- 2000 : Le Romy, actrice la plus populaire
- 2001 : Le prix Adolf-Grimme[8]
- 2001 : La Caméra d’or (Goldene Kamera), meilleure actrice de séries[9]
- 2001 : Le Romy, actrice la plus populaire
- 2001 : Citoyenneté d’honneur de Retz (Ehrenbürgerschaft von Retz)[10]
- 2001 : L’ordre du Mérite de la République fédérale d'Allemagne, classe I (Bundesverdienstkreuz 1. Klasse) par Président Johannes Rau
- 2002 : Karl-Valentin-Orden
- 2003 : Le Romy, actrice la plus populaire
- 2004 : Kammerschauspielerin
- 2005 : La plume d’or (Goldene Feder) pour sa carrière d’actrice au cours des 50 dernières années
- 2008 : Deutscher Vorlesepreis „Lesewerk“- Pour ses livres audio
- 2009 : Le Romy pour l’ensemble de sa carrière
- 2009 : prix du film bavarois (Bayerischer Fernsehpreis)[réf. nécessaire] – « Prix d’honneur »
- 2009 : médaille d’honneur d’or de la capitale fédérale Vienne (Ehrenmedaille der Bundeshauptstadt Wien)[11]
- 2012 : Steiger-Award dans la catégorie “Carrière”
- 2014 : Ordre bavarois du mérite (Bayerischer Verdienstorden)
- 2018 : La Caméra d’or (Goldene Kamera) pour l’ensemble de sa carrière[12]